# Виноградська сільська територіальна громада
Виноградська сільська громада — територіальна громада в Україні, в Звенигородському районі Черкаської області. Адміністративний центр — село Виноград.
Площа громади — 197,9 км², населення — 4 002 мешканці (2020).

## Населені пункти
У складі громади 8 сіл і 1 селище:
- Босівка
- Виноград
- Вотилівка
- Мар'янівка (селище)
- Ріпки
- Розкошівка
- Рубаний Міст
- Товсті Роги
- Федюківка